# Haïtilijster
De haïtilijster (Turdus swalesi) is een zangvogel uit de familie lijsters (Turdidae). De vogel werd in 1927 door de Amerikaanse ornitholoog Alexander Wetmore geldig beschreven en als eerbetoon vernoemd naar de museummedewerker Bradshaw Hall Swales. Het is een bedreigde, endemische vogelsoort op het eiland Hispaniola.

## Kenmerken
De vogel is 26 tot 27 cm lang, zo groot als een kramsvogel.  T. s. swalesi is van boven donker, bijna zwart. De buik en de flanken zijn kastanjebruin, maar de onderbuik is wit. Op de keel zijn witte streepjes in het zwart. Deze lijster heeft een gele oogring, een oranje snavel en zwartachtige poten. De ondersoort  T. s. dodae is minder zwart van boven, maar meer olijfkleurig tot dofgrijs.

## Verspreiding en leefgebied
Er zijn twee ondersoorten:
- T. s. swalesi in het Massif de la Selle, in Haïti en in de Sierra de Baoruco (Dominicaanse Republiek)
- T. s. dodae  in de Sierra de Neiba en de Cordillera Central van de Dominicaans Republiek.

Het leefgebied is natuurlijk montaan loofbos boven de 1300 meter boven zeeniveau, waar de vogel verblijft in de dichte ondergroei.

## Status
De haïtilijster heeft een beperkt verspreidingsgebied en daardoor is de kans op uitsterven aanwezig. De grootte van de populatie werd in 2016 door BirdLife International geschat op 1500 tot 7000 individuen en de populatie-aantallen nemen af door habitatverlies. Het laatste bolwerk is het Nationaal park La Visite. De overige leefgebieden worden aangetast door ontbossing waarbij natuurlijk bos wordt omgezet in gebied voor agrarisch gebruik zoals houtteelt. Om deze redenen staat deze soort als bedreigd op de Rode Lijst van de IUCN.